# Summer Is Here
Summer Is Here is een nummer van de nederbietband The Outsiders uit 1967.
Het nummer is geschreven door bandleden Wally Tax en Ronald Splinter en geproduceerd door John van Setten. Het lied is op single uitgegeven door Relax met "Teach Me To Forget You" als B-kant. Het staat niet op een van de drie studio-albums van de band, maar wel op het verzamelalbum Outsiders Songbook uit 1967. Summer Is Here stond tien weken in de Nederlandse Top 40, met de achtste positie als hoogste positie. Mede dankzij het succes van deze single mag de band optreden als voorprogramma bij Nederlandse optredens van de Rolling Stones en Little Richard.

## NPO Radio 2 Top 2000
| Nummer met noteringen in de NPO Radio 2 Top 2000 | '00  | '01 | '02  | '03 | '04  | '05  | '06  | '07 | '08  |
| ------------------------------------------------ | ---- | --- | ---- | --- | ---- | ---- | ---- | --- | ---- |
| Summer Is Here                                   | 1398 | -   | 1655 | -   | 1806 | 1680 | 1849 | -   | 1990 |

1. ↑  Een '-' betekent dat het nummer niet was genoteerd en een vetgedrukt getal geeft de hoogste notering aan.
2. ↑  2000 was het eerste jaar met een notering voor dit nummer.
3. ↑  Deze tabel is bijgewerkt tot en met de laatste editie (2024).